# Nortons teorem

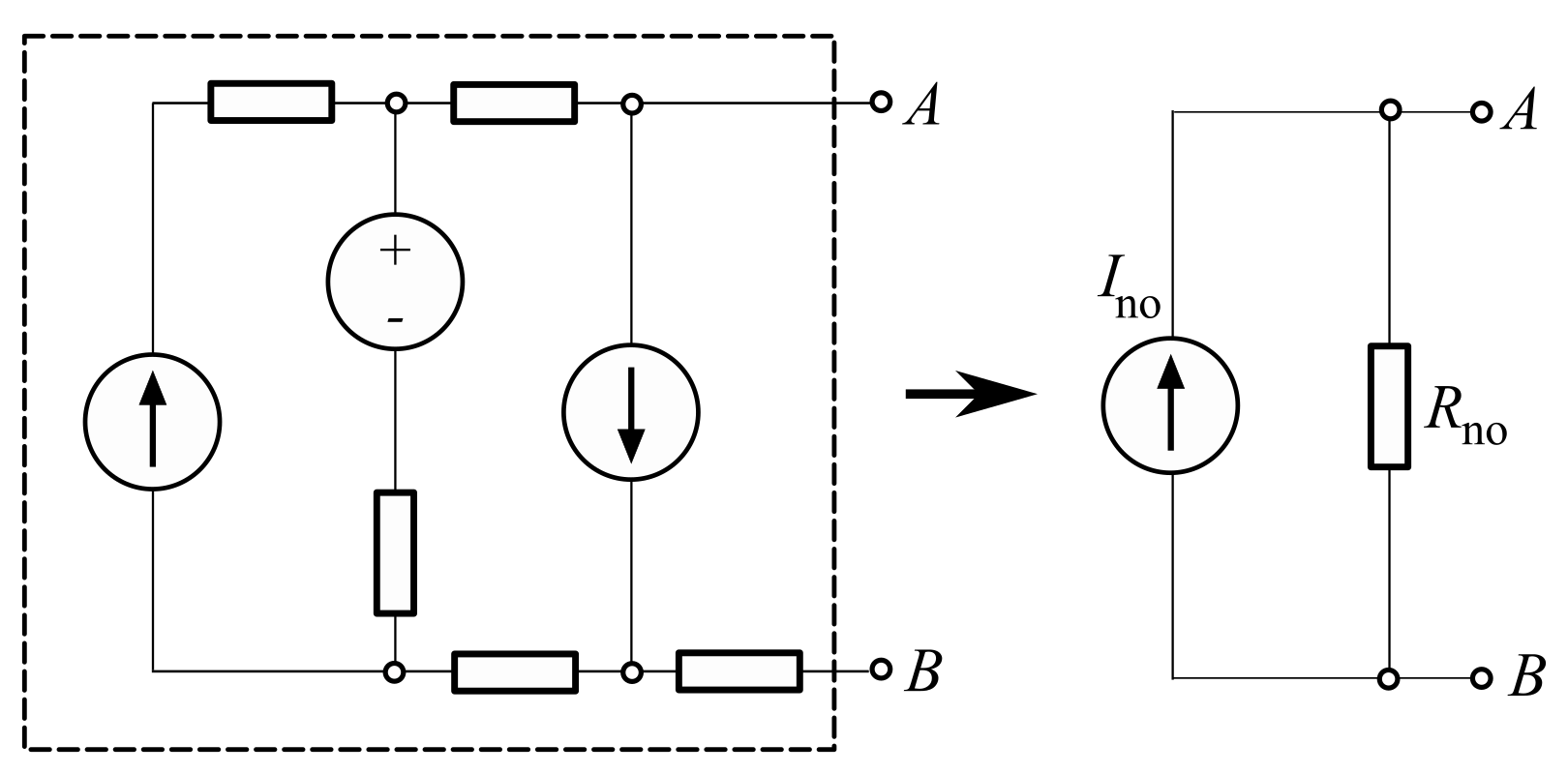
Ekvivalenta kretsar enligt Nortons teorem. De båda tvåpolerna har anslutningarna A respektive B

Enligt Nortons teorem kan varje linjär tvåpol (elektrisk krets med två anslutningar) uppbyggd av ström- och spänningskällor och resistorer, ersättas med en ekvivalent krets bestående av en ideal strömkälla (nortonkälla), som genererar strömmen Ino, parallellkopplad med en resistor Rno (se bild).
Den nortonska strömkällan är oberoende av lasten och har en oändlig inre resistans.
- Ino är kortslutningsströmmen mellan tvåpolens anslutningar

- Den ekvivalenta resistansen Rno är den resistans som mäts över tvåpolen med alla spänningskällorna kortslutna och med alla strömkällor ersatta med ledningsbrott

Teoremet kan även appliceras på ett godtyckligt växelströmsnätverk med linjära källor och reaktiva (komplexvärda) impedanser.
Den duala motsvarigheten till Nortons teorem är Thévenins teorem som behandlar fallet med en ideal spänningskälla i den motsvarande ekvivalenta kretsen.
Oberoende härledningar av Nortons teorem gjordes 1926 av Siemens & Halske-forskaren Hans Ferdinand Mayer (1895–1980) och Bell Labs-ingenjören Edward Lawry Norton (1898–1983).

## Exempel
Den totala strömmen Itotal ges av
{\displaystyle I_{\mathrm {total} }={\frac {V_{1}}{R_{4}+(R_{1}\,||\,(R_{2}+R_{3}))}}={15\,\mathrm {V}  \over 2\,\mathrm {k} \Omega +(1\,\mathrm {k} \Omega \|(1\,\mathrm {k} \Omega +1\,\mathrm {k} \Omega ))}=5\mathrm {,} 625\,\mathrm {mA} .}
Strömmen genom lasten är då
{\displaystyle I_{\mathrm {no} }={\frac {R_{2}+R_{3}}{R_{1}+R_{2}+R_{3}}}\cdot I_{\mathrm {total} }={1\,\mathrm {k} \Omega +1\,\mathrm {k} \Omega  \over (1\,\mathrm {k} \Omega +1\,\mathrm {k} \Omega +1\,\mathrm {k} \Omega )}\cdot I_{\mathrm {total} }=}
{\displaystyle =2/3\cdot 5\mathrm {,} 625\,\mathrm {mA} =3\mathrm {,} 75\,\mathrm {mA} .}

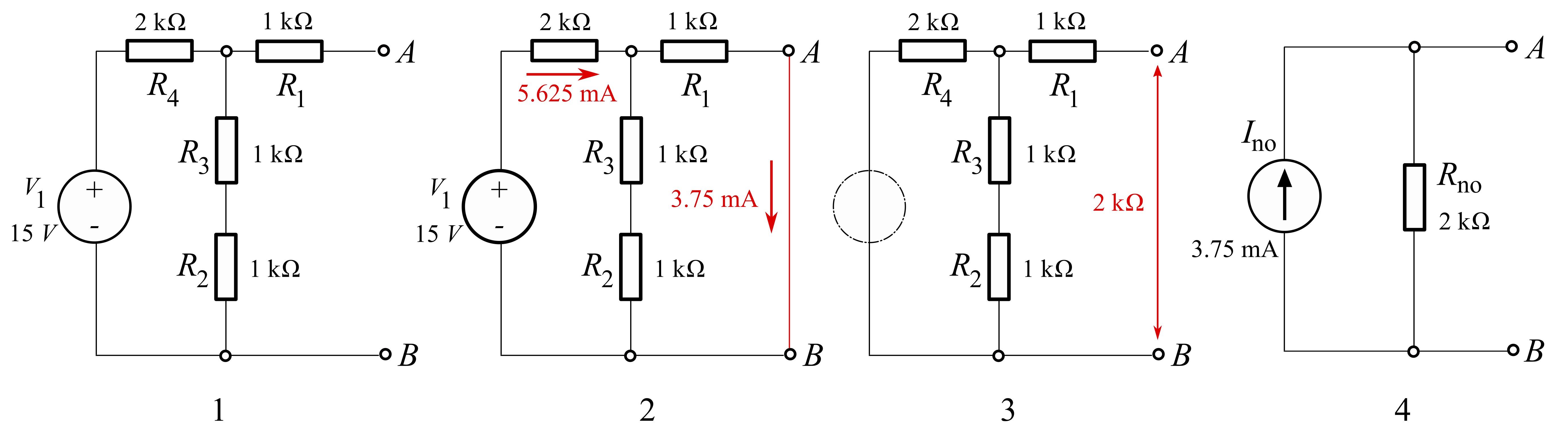
1. Ursprunglig krets
2. Beräkning av totala strömmen
3. Beräkning av den ekvivalenta resistansen
4. Den resulterande kretsen

Den ekvivalenta resistansen sedd utifrån är
{\displaystyle R_{\mathrm {no} }=R_{1}+(R_{4}\,||\,(R_{2}+R_{3}))=1\,\mathrm {k} \Omega +(2\,\mathrm {k} \Omega \|(1\,\mathrm {k} \Omega +1\,\mathrm {k} \Omega ))=2\,\mathrm {k} \Omega .}
Således är den ekvivalenta kretsen en 3,75 mA strömkälla parallellt kopplad med en 2 kΩ resistor.

## Omvandling mellan norton/thevenin-ekvivalenta kretsar
En thévenin-ekvivalent krets är relaterad till en norton-ekvivalent krets enligt
{\displaystyle \quad R_{th}=R_{no}}
{\displaystyle \quad V_{th}=I_{no}R_{no}}

## Källa
- Denna artikel är helt eller delvis baserad på engelskspråkiga Wikipedia